# Lytham St Annes

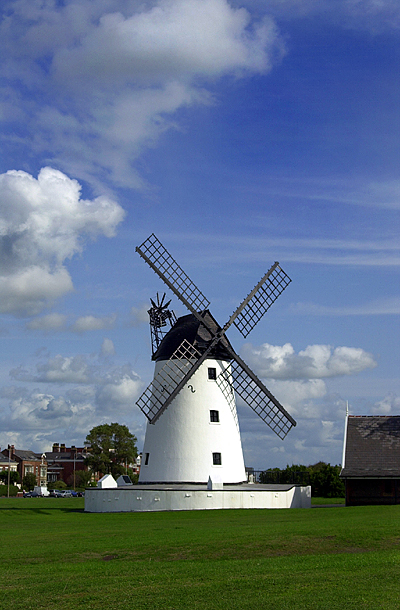
Moinho de vento de Lytham

Lytham St Annes é uma estância balnear na costa Fylde de Lancashire, Inglaterra, a sul de Blackpool, no estuário de Ribble. A população no censo de 2011 foi de 42.953.
Lytham St Annes tem quatro campos de golfe e links, sendo o mais notável o Royal Lytham & St Annes Golf Club, que já sediou o Open Championship 11 vezes de 1926 até o mais recente em 2012. O Open traz um grande afluxo de visitantes, incluindo a mídia internacional.
Lytham St Annes é uma área rica com ganhos dos residentes entre os mais altos do norte da Inglaterra.